# Båthån
Båthån är en sjö i Härjedalens kommun i Härjedalen och ingår i Ljusnans huvudavrinningsområde. Sjön har en area på 0,094 kvadratkilometer och ligger 807,3 meter över havet. Båthån ligger i Rogen Natura 2000-område. Sjön avvattnas av vattendraget Övre Mysklan.

## Delavrinningsområde
Båthån ingår i det delavrinningsområde (692635-131995) som SMHI kallar för Inloppet i Kringelhån. Medelhöjden är 823 meter över havet och ytan är 4,13 kvadratkilometer. Räknas de 7 avrinningsområdena uppströms in blir den ackumulerade arean 62,68 kvadratkilometer. Övre Mysklan, som avvattnar avrinningsområdet, har biflödesordning 2, vilket innebär att vattnet flödar genom totalt 2 vattendrag innan det når havet efter 410 kilometer. Avrinningsområdet består mestadels av skog (85 procent). Avrinningsområdet har 0,3 kvadratkilometer vattenytor vilket ger det en sjöprocent på 7,2 procent.